# BFG 9000
BFG 9000是一種虛構槍械，首現於電玩《毀滅戰士》。BFG 9000的全名有不少的說法，在電玩《毀滅戰士3》中，BFG 9000的全名為Big Fucking Gun，而在電玩中，大多的說法為Bio Force Gun，也有其他的說法如Big Fuckin Gun；2016年的《毀滅戰士》中则译成了“大[ ㄍㄢˋ ]枪”。不過在電玩《雷神之錘》中，其指南將其描述為Big, uh, freakin' gun。BFG 9000是《毀滅戰士》中最強的武器，它的體積非常大，所發射的綠色亞金球狀電漿能夠將玩家面前幾乎所有怪物都殺個干干淨淨，如果是單一怪物，更可一擊將其殺掉。《毀滅戰士》和《毀滅戰士3》的BFG 9000是有所不同的，雖然同樣都很強大而且需要等一段時間才能夠發射，不過樣貌完全不同，而且值得一提的是，《毀滅戰士3》的BFG 9000如果玩家太長時間不發射，能量會超過負載，玩家會被炸死。由於BFG 9000威力強大，因此受到不少玩家的歡迎，在《雷神之錘》以及《最後一戰》中都有出現過類似的裝備。

## 排行榜
UGO Networks將BFG 9000於50最受歡迎電玩武器的第二名，在其中一文章中他們指BFG 9000是個非常強大而且有趣的武器，他們永遠不會使此武器在歷史上消失。而在其他的相關遊戲商如X-Play和Machinima.com也同樣將此武器列為十大最受歡迎電玩武器之一。

## 外部連結
- BFG 9000 FAQ（页面存档备份，存于）
- BFG 9000的有關資料（页面存档备份，存于）
- Doomwiki的BFG 9000介紹（页面存档备份，存于）